# Matteo Frigerio
Matteo Frigerio Rivera (Bogotá, Colombia, 3 de octubre de 1996) es un futbolista colombo-suizo. Su posición es delantero, actualmente juega en el Tigres de Bogotá de la Segunda División de Colombia.

## Trayectoria

### Millonarios
Llegó a las Divisiones menores de Millonarios a inicios del año 2010 y estuvo hasta el año 2012. Se fue en 2013 y estuvo probándose en las divisiones menores del Granada Club de Fútbol de España. Regresó al equipo albiazul de Bogotá a inicios del año 2015. Aunque nació en Bogotá, y su madre es colombiana, también tiene la nacionalidad suiza, puesto que su padre es de allí. Aunque es de perfil derecho le gusta jugar por el carril izquierdo. 
Fue llamado a entrenar con el plantel profesional desde febrero de 2015 y fue convocado por primera vez a un partido de la Copa Colombia 2015 el 18 de febrero de 2015 en un juego en que Millonarios se enfrentó a La Equidad y perdió 1-3 por la primera fecha de este certamen.
Debutó como profesional a los 18 años de edad, el 19 de marzo de 2015 en el partido que Millonarios derrotó 2-1 a Bogotá Fútbol Club en el Estadio El Campín de Bogotá en cumplimiento de la tercera fecha de la Copa Colombia 2015 del Fútbol Profesional Colombiano. El técnico argentino Ricardo Lunari le dio la oportunidad de debutar reemplazando a Omar Vásquez en el minuto 90.

### Getafe B
En el mes de mayo de 2016 se fue a probar al Getafe Club de Fútbol "B" de España, recibiendo el visto bueno del cuerpo técnico del club español.
En diciembre de 2016 es dejado libre por el equipo español.

### La Equidad
Llega al equipo asegurador a inicios de 2017 y debuta en la Copa Colombia 2017 enfrentando al Bogotá Fútbol Club el 12 de abril donde tan solo jugó 1 minuto del encuentro.

## Clubes
| Club             | País      | Año         |
| Formativo        | Formativo | Formativo   |
| ---------------- | --------- | ----------- |
| Millonarios      | Colombia  | 2010 - 2012 |
| Granada CF       | España    | 2013 - 2014 |
| Profesional      |           |             |
| Millonarios      | Colombia  | 2015 - 2016 |
| Getafe B         | España    | 2016        |
| La Equidad       | Colombia  | 2017        |
| Santa Fe         | Colombia  | 2019        |
| Llaneros         | Colombia  | 2019 - 2021 |
| Cúcuta Deportivo | Colombia  | 2022 - 2023 |
| Real Betis B     | España    | 2023        |
| Real Cartagena   | Colombia  | 2023        |
| FC Paradiso      | Suiza     | 2024        |
| Deportivo Pasto  | Colombia  | 2024        |
| Tigres de Bogotá | Colombia  | 2025        |